# 무네카타 자매들
무네카타 자매들(宗方姉妹, The Munekata Sisters)은 일본에서 제작된 오즈 야스지로 감독의 1950년 드라마 영화이다. 다나카 키누요 등이 주연으로 출연하였다.

## 출연

### 주연
- 다나카 키누요
- 타카미네 히데코
- 우에하라 켄
- 타카스기 사나에
- 류 치슈

### 조연
- 야마무라 소
- 호리 유지
- 사이토 타츠오
- 후지와라 카마타리
- 카와무라 레이키치
- 츠보우치 요시코

## 제작진
- 미술: 시모가와라 토무